# Misiówka gołotka
Misiówka gołotka (Diaphora mendica) – gatunek motyla z rodziny mrocznicowatych i podrodziny niedźwiedziówkowatych.